# Mainbrücke Segnitz
Die Mainbrücke Segnitz ist eine Straßenbrücke, die zwischen Segnitz und Marktbreit in Unterfranken bei Flusskilometer 277 den Main am südlichen Punkt des Maindreiecks überspannt. Das Bauwerk besitzt zwei Fahrstreifen und beidseitig einen Geh- und Radweg. Es überführt die Staatsstraße 2273.

## Geschichte

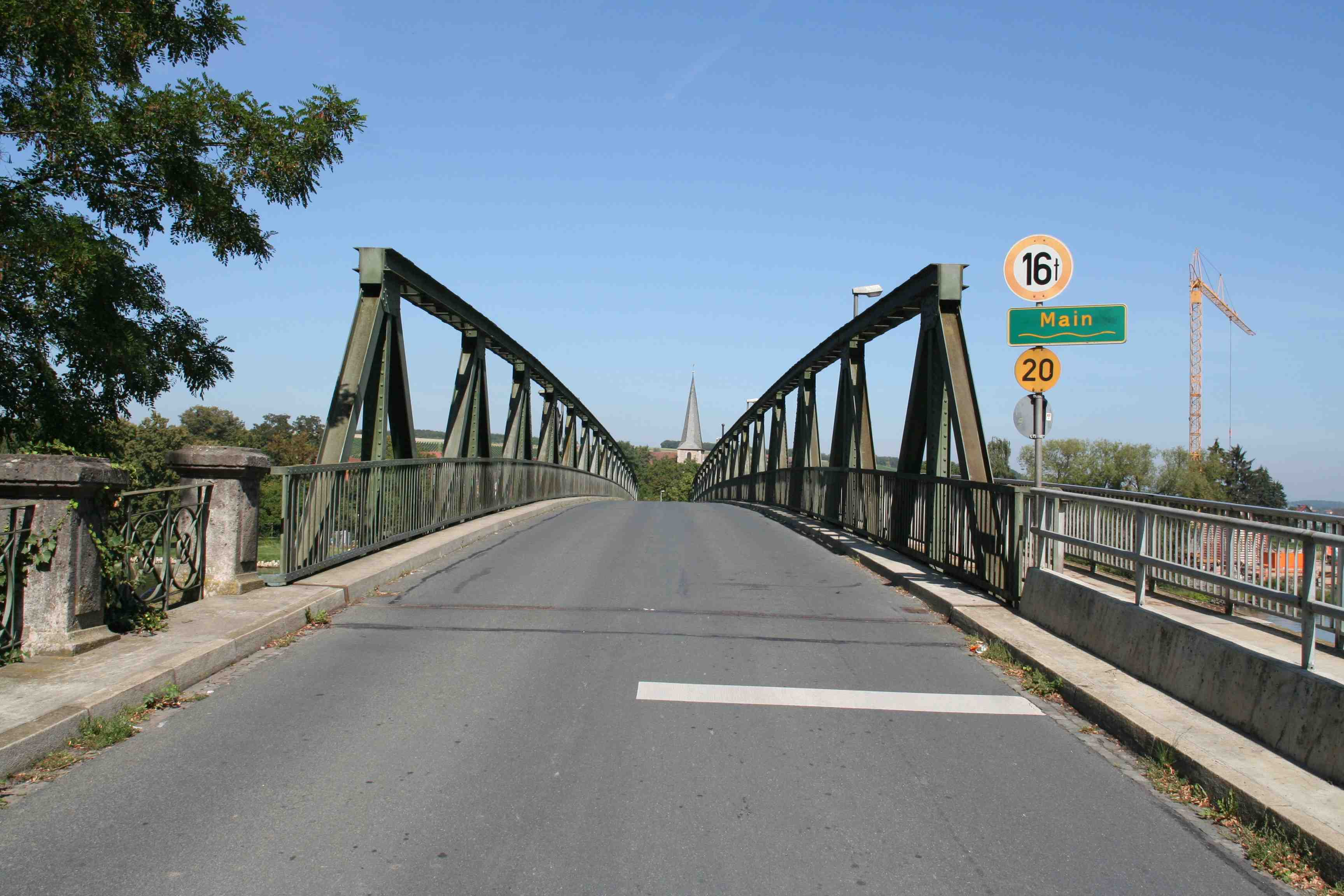
Brücke von 1949

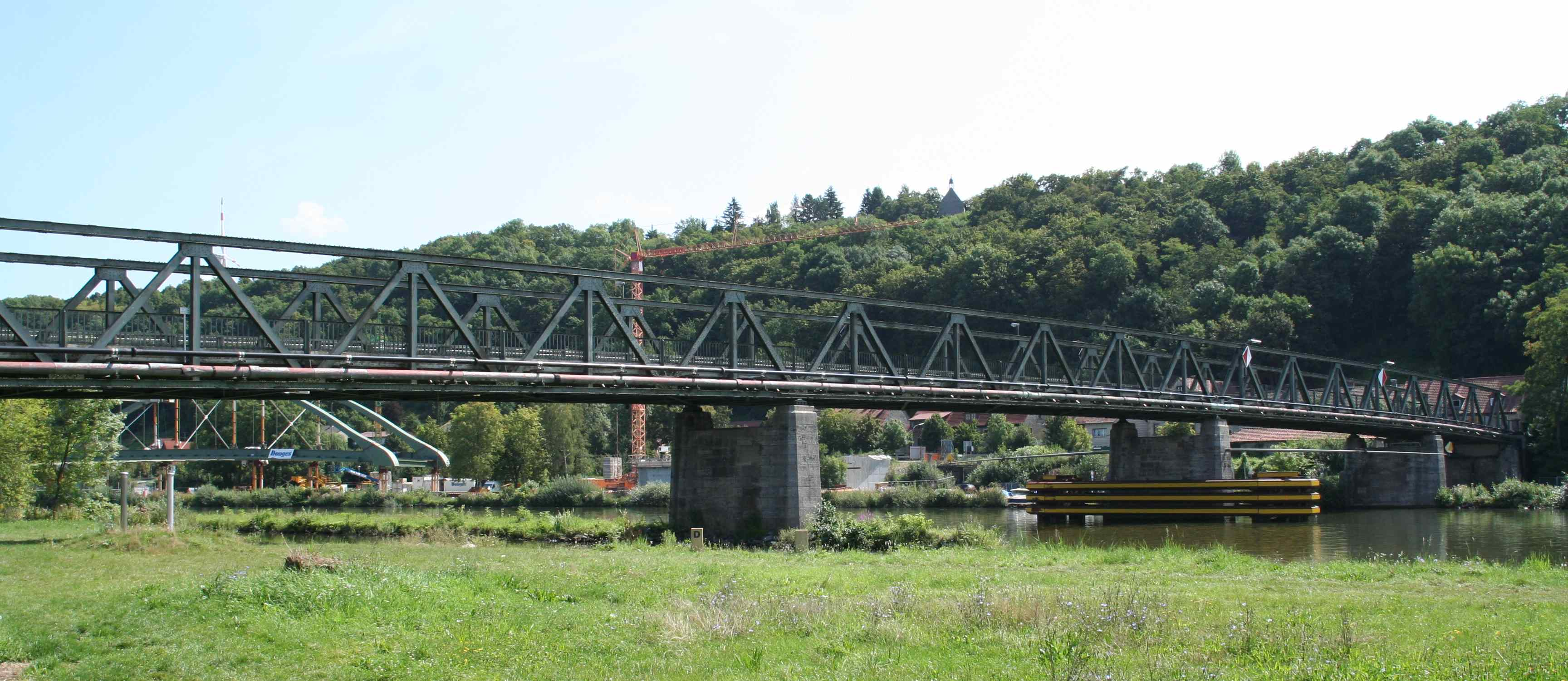
Brückenansicht

1865 versuchten 17 Segnitzer Bürger eine Brückenbaugesellschaft zu gründen. Das Ziel der Initiative war, mit einem festen Mainübergang eine witterungsunabhängige Verbindung zum Bahnhof in Marktbreit an der 1864 eröffneten Bahnstrecke Treuchtlingen–Würzburg zu erhalten. Die Finanzierung durch die Gemeinde konnte aber erst 20 Jahre später sichergestellt werden. 1887 beschloss der Segnitzer Gemeinderat den Bau der Mainbrücke, die eine jahrhundertealte Fährverbindung ersetzen sollte. Diese hatte 1886 unter anderem 104.375 Personen, 2504 Fuhrwerke und 700 Stück Vieh übergesetzt. Ende 1889 folgte die Zustimmung des Bayerischen Staatsministeriums des Innern. Am 20. März 1893 war der erste Spatenstich und am 3. Dezember 1893 die feierliche Brückeneinweihung. Die steinernen Pfeiler und Widerlager hatte der Marktbreiter Baumeister Michel errichtet, den eisernen Überbau, vier Brückenfelder als Einfeldträger mit zwei oberhalb der Fahrbahn liegenden, parallelgurtigen Fachwerkbindern, die Maschinenbauaktiengesellschaft Clett & Cie. Zusätzlich entstand am linken Mainufer ein Brückenzollhaus für den bis 1942 zu entrichtenden Brückenzoll. Die Gesamtbaukosten betrugen 160.000 Mark, von denen nach Abzug eines Zuschusses des bayerischen Staates in Höhe von 20.000 Mark, 140.000 Mark Segnitz tragen musste.
Am 5. April 1945 sprengten deutschen Truppen den Überbau der Brücke. Aufgrund von Materialknappheit und Finanzierungsproblemen begann der Wiederaufbau der zerstörten Brücke erst im Jahr 1948, am 20. November war Richtfest und am 15. Mai 1949 folgte die feierliche Wiedereröffnung des Bauwerks. Bis dahin hatte die Gemeinde einen Fährdienst eingerichtet. Die Baukosten betrugen 345.000 DM. Davon erbrachten die Einwohner Segnitzs etwa 60.000 DM durch Eigenleistungen und 40.000 DM wurden gespendet. Den 295 t schweren Überbau mit 16 t Tragkraft errichtete das Nürnberger MAN-Werk. Bei den Arbeiten verunglückte ein Monteur am 18. Oktober 1948 tödlich. Am 15. Mai 1949 war die feierliche Einweihung.
1962 ging die Brücke in das Eigentum des Freistaats Bayern über. 1974/75 erfolgte eine Verbreiterung der Fahrbahn durch Wegfall der beidseitigen Gehwege und ersatzweise Anordnung einer oberstromseitig befestigten Gehwegkonstruktion.
Schiffe kollidierten öfters mit der Brücke. Im Zeitraum von 1997 bis 2001 prallten dreimal Schiffe gegen die Brückenpfeiler, was 2001 den Bau eines Rammschutzes für den Strompfeiler zur Folge hatte. Durch Stahldalben um den Sandsteinpfeiler herum wurde der gegen Schiffsanprall gesichert, da er keine ausreichende Standsicherheit für diesen Lastfall aufwies. Noch 2008 fuhr ein Schiff gegen die Schutzdalben.
Aufgrund des beschädigten und anprallgefährdeten Strompfeilers wurde Anfang des 21. Jahrhunderts etwa 70 m oberhalb der alten Brücke eine Stabbogenbrücke als Ersatzneubau errichtet, die keine Pfeiler mehr im Schifffahrtsprofil aufweist. Am 20. Februar 2009 war der erste Spatenstich und am 5. September 2010 folgte die feierliche Brückeneinweihung. Das Bauvorhaben wurde im Rahmen einer neuen Ortsumgehung für Segnitz abgewickelt. Die Baukosten der Brücke betrugen rund 9,7 Mio. Euro. Die Umsetzung des Projektes erfolgte im Rahmen einer Public Private Partnership. Einen Teil der Finanzierung, den Bau und den Unterhalt für 25 Jahre übernimmt das Bauunternehmen, der bayerische Staat bezahlt seinen vorfinanzierten Anteil in zehn Jahresraten, ab Fertigstellung des Bauvorhabens.

## Konstruktion

### Brücke von 1949
Wie die erste Mainbrücke wurde das Bauwerk als stählerne Fachwerkbalkenkonstruktion mit parallelen Gurten ausgeführt, diesmal aber mit dem Durchlaufträger als Bauwerkssystem in Längsrichtung. Der Überbau wurde im Freivorbau errichtet. Die alten Pfeiler mussten zuvor erhöht werden, um für die Schifffahrt eine ausreichende Durchfahrtshöhe sicherzustellen. Die Brücke war für die Benutzung von Kraftfahrzeugen mit einem zulässigen Gesamtgewicht von 16 t beschränkt. Der 138,7 m lange Überbau hatte vier Öffnungen mit Stützweiten von 38,8 m beim Endfeld auf Segnitzerseite, 39,3 m bei den beiden mittleren Feldern sowie 21,3 m beim Endfeld auf Marktbreiterseite. In Querrichtung war ein Trogquerschnitt mit untenliegender Fahrbahn vorhanden. Die Fahrbahn war 5,3 m breit, beidseitig waren 0,575 m breite Schrammborde angeordnet. Der seitlich angeordnete Rad- und Gehweg hatte eine Breite von 1,5 m.

### Brücke von 2010

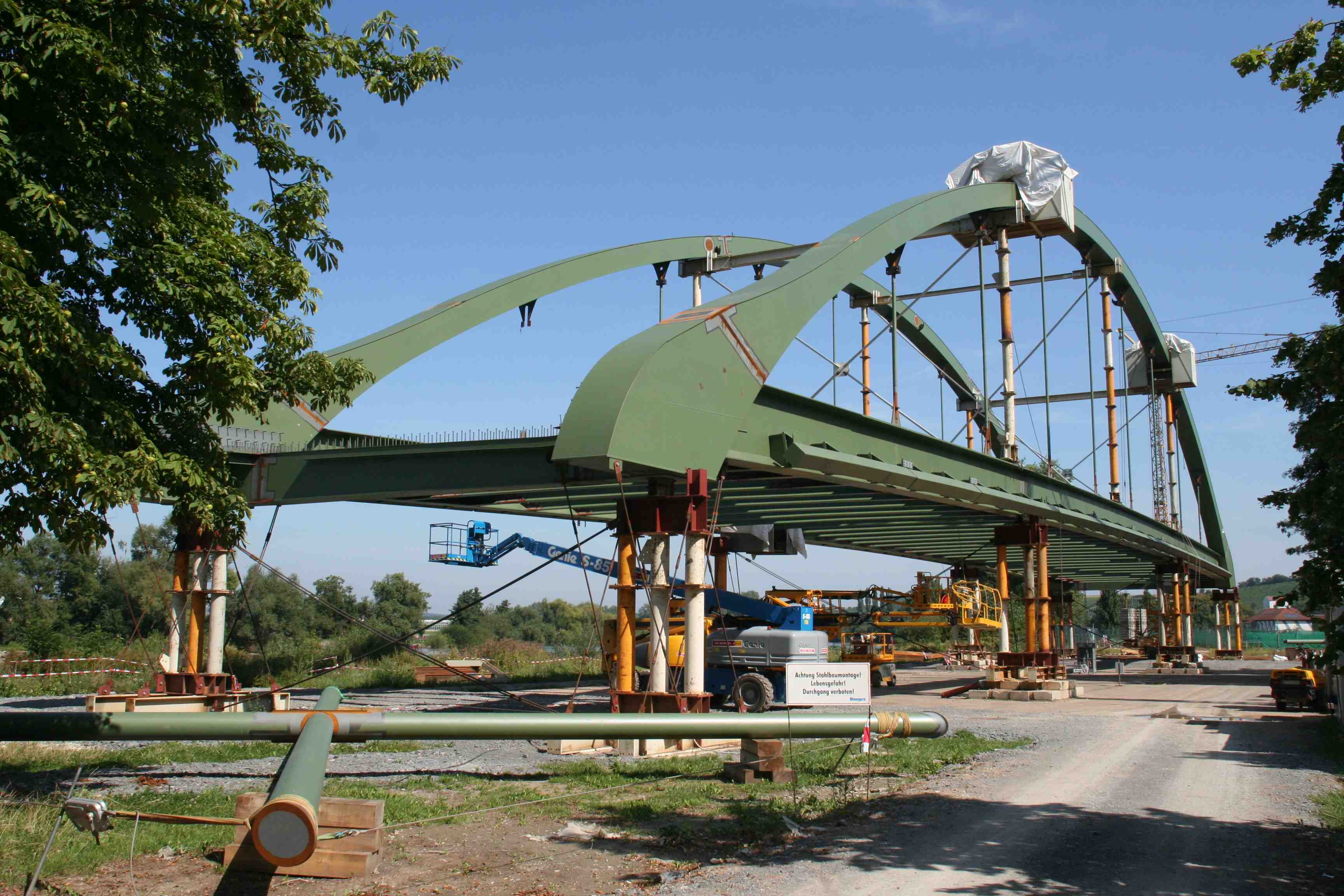
Stabbogenbrücke auf dem Montageplatz

Es ist ein 160 m langer Brückenzug, der aus einer nördlichen Vorlandbrücke mit 23,15 m Stützweite, einer östlichen Vorlandbrücke mit zwei Öffnungen und Stützweiten von 22,85 m und 21,0 m sowie der 89 m weit spannenden und etwa 14 m hohen Strombrücke besteht. Die Vorlandbrücken sind Spannbetonkonstruktionen mit einem zweistegigen Plattenbalkenquerschnitt. Bei einer lichten Breite von 11 m zwischen den Geländern ist eine Fahrbahnbreite von 6,50 m vorhanden. Die Montage der Stabbogenbrücke erfolgte am linken Mainufer und umfasste auch das Verlegen der Betonhalbfertigplatten der Fahrbahnplatte. Am 29. Oktober 2009 wurde sie mit einem Ponton in die Endlage eingeschwommen.